# رنچو بنکوئت، تگزاس
رنچو بنکوئت (به انگلیسی: Rancho Banquete) یک منطقهٔ مسکونی در ایالات متحده آمریکا است که در شهرستان نویسس، تگزاس واقع شده‌است. رنچو بنکوئت ۷٫۴ کیلومتر مربع مساحت و ۴۲۴ نفر جمعیت دارد و ۲۸ متر بالاتر از سطح دریا واقع شده‌است.